# Taaliku
Taaliku (Duits: Thalik) is een plaats in de Estlandse gemeente Saaremaa, provincie Saaremaa. De plaats heeft de status van dorp (Estisch: küla) en telt 24 inwoners (2021).
Tot in oktober 2017 behoorde Taaliku tot de gemeente Orissaare. In die maand werd Orissaare bij de fusiegemeente Saaremaa gevoegd.

## Geschiedenis
Taaliku werd voor het eerst genoemd in 1532 als landgoed onder de naam Talicken. Het behoorde achtereenvolgens toe aan de Duits-Baltische families von Peet, von Buhrmeister, von Büncken, von Vietinghoff en von Aderkas. De laatste eigenaar voor het landgoed in 1919 door het onafhankelijk geworden Estland werd onteigend, was Theodor Förster.
Het houten landhuis, dat bewaard is gebleven, dateert uit de tweede helft van de 19e eeuw. Ook een paar bijgebouwen zijn bewaard gebleven.